# Astrea (Cesar)
Astrea es un municipio colombiano, situado en el noreste del país, en el departamento de Cesar. Limita al norte y al oeste con el municipio de Pijiño del Carmen (ubicado en el departamento de Magdalena). Por el norte, también limita con El Paso. Por el sur con el departamento de Magdalena (municipios de San Sebastián de Buenavista y Guamal) y al este con Chimichagua.
Sus principales actividades son la ganadería, la agricultura y piscicultura entre otros. Astrea es considerado uno de los máximos productores de queso costeño tipo artesanal de la zona y del departamento del Cesar, en cuanto a la ganadería es un centro importante de comercio de ganado tanto de ceba como de levante, además de tener, como se mencionó, un significativo comercio de quesos, y en cuanto a agricultura es un gran productor de maíz amarillo, yuca, ahuyamas y otros alimentos.

## Historia
En busca de oportunidades y progreso debido a la carencia de salud, acceso a información, vías, entre otras, se creó la necesidad de fundar un pueblo que solventara dichas falencias y permitiera mejorar las condiciones de vida de sus habitantes, fue entonces cuando Martin Mier propone a sus conocidos la idea de consolidar un caserío en otras tierras. Esta idea se rego por toda la zona y algunos personajes de la época le proponen a Mier donar algunas propiedades para tal fin. Luego de hacer la respectiva inspección, el día 4 de diciembre de 1931 conseguidas las tierras se funda la villa de San Martin de Arenas Blancas, nombre en honor al fundador y las características del terreno.
Luego de instituir el poblado este tomo gran importancia en la zona y para algunos fue el escenario propicio para cobrar impuestos a los habitantes, sin embargo, estos fueron apresados por las autoridades luego que el hijo de Martin Mier el 4 de abril de 1935 entregara una carta dirigida al Alcalde de Chimichagua y al Gobernador del Departamento de Magdalena exponiendo la situación que se estaba viviendo San Martin de Arenas Blancas.
El 30 de mayo de 1936, el Alcalde de Chimichagua, Faustino Senegal, envía respuesta a la solicitud de la comunidad manifestando que los habitantes de la región se abstuvieran de pagar impuestos. En ese mismo comunicado se anexa el acuerdo #12 del 18 de abril de 1936: "Crease el corregimiento de Astrea en el sector conocido con el nombre de San Martin de Arenas Blancas", y expone que el día 12 de junio de ese mismo año llegara una comisión al nuevo corregimiento para hacer su respectiva inauguración. 
El progreso de Astrea era eminente y la comunidad cansada de los pocos recursos que le daba el Municipio de Chimichagua crea un ambiente propicio para que se dieran los primeros pasos para convertir el corregimiento de Astrea en Municipio, este proyecto fue presentado ante la Asamblea del Departamento del Cesar en el año 1982. Sin embargo, el 7 de agosto de 1984 se conforma la Junta Directiva y el Comité Pro-Municipio para reunir los requisitos contemplados en la ley 14 de 1969 para la creación de un municipio, para ello se presentaron tres debates debido a la carencia de algunos requerimientos.
El 26 de noviembre de 1984 a través de la ordenanza N.º 0013 de la Asamblea Departamental se erige el Municipio de Astrea, así mismo la Gobernación del Cesar expide el 9 de enero del año 1985 el decreto N.º 000007 en el cual se nombra la Junta Organizadora y Asesora del Municipio y para el 11 de enero del mismo año la Gobernación nombra a la primera alcaldesa del Municipio.

## División Político-Administrativa
Además de su cabecera municipal, Astrea tiene bajo su jurisdicción los centros poblados:
- Arjona.
- El Hobo.
- El Yucal.
- Hebrón.
- La Ye.
- Montecristo.
- Nueva Colombia.
- Santa Cecilia.

#### Veredas
El municipio tiene constituido las siguientes veredas: Altamira, Arbolete, Belén, Bélgica, Cascajo, El Escudo, El Delirio, El Impulso, El Laberinto, El Paraíso, El Suplicio, El Tambo, El Triunfo, El Vallito, Japón, La Albana, La Estación, La Chavera, La Granja, La Loma, La Puerta, La Siria, La Unión, Las Acacias, Lorena, Montebello, Missouri, Mundo Nuevo, Pedralipe, Pinogano, Portugal, San Pedro, Santa Anita, Santa Catalina, Villa Alexandra y Villa Unión.

## Estructura organizacional municipal
| Astrea       | Astrea      | Astrea                     |
| Departamento | Código DANE | Categoría municipal (2023) |
| ------------ | ----------- | -------------------------- |
| Cesar        | 20032       | Sexta                      |

- Personería: Es un centro del Ministerio Público de Colombia que ejerce, vigila y hace control sobre la gestión de las alcaldías y entes descentralizados; velan por la promoción y protección de los derechos humanos; vigilan el debido proceso, la conservación del medio ambiente, el patrimonio público y la prestación eficiente de los servicios públicos, garantizando a la ciudadanía la defensa de sus derechos e intereses.

- Concejo Municipal: Es la suprema autoridad política del municipio. En materia administrativa sus atribuciones son de carácter normativo. También le corresponde vigilar y hacer control político a la administración municipal. Se regulan por los reglamentos internos de la corporación en el marco de la Constitución Política Colombiana (artículo 313) y las leyes, en especial la Ley 136 de 1994 y la Ley 1551 de 2012. Está constituido por 11 concejales por un periodo de 4 años.

- Alcaldía Municipal: En esta se encuentra la administración municipal y las entidades descentralizadas del municipio. El Alcalde se pronuncia mediante decretos y se desempeña como representante legal, judicial y extrajudicial del municipio. El actual Alcalde municipal es Alfredo Barrios Ortega (2024-2027), elegido por voto popular.

- 'JAL: Sin constitución alguna en los corregimientos del municipio.